# Augyles mundulus
Augyles mundulus là một loài bọ cánh cứng trong họ Heteroceridae. Loài này được Fall miêu tả khoa học đầu tiên năm 1920.